# Burmathele biseriata
Burmathele biseriata Wunderlich, 2017 è l'unica specie rappresentante del genere Burmathele e della famiglia Burmathelidae. Gli unici esemplari di questa specie sono stati rinvenuti sotto forma di fossile.

## Distribuzione e habitat
Questa specie è stata scoperta all'interno di ambra rinvenuta in Birmania e viene datata come risalente al Cretaceo.